# Marcin Nowak (volley-ball, 1975)
À ne pas confondre avec l'athlète polonais Marcin Nowak.
Marcin Nowak est un joueur polonais de volley-ball né le 17 octobre 1975 à Częstochowa (voïvodie de Silésie). Il mesure 2,15 m et joue central. Il totalise 230 sélections en équipe de Pologne.

## Clubs
| Club                      | De        | À         |
| ------------------------- | --------- | --------- |
| AZS Częstochowa           | 1993-1994 | 1998-1999 |
| Pallavolo Padoue          | 1999-2000 | 2000-2001 |
| AZS Częstochowa           | 2001-2002 | 2001-2002 |
| Płomień Sosnowiec         | 2002-2003 | 2003-2004 |
| AZS Olsztyn               | 2004-2005 | 2005-2006 |
| ZAKSA Kędzierzyn-Koźle    | 2006-2007 | 2007-2008 |
| Chemik Bydgoszcz          | 2008-2009 | 2008-2009 |
| Siatkarz Wieluń           | 2009-2010 | 2009-2010 |
| AZS Politechnika Varsovie | 2010-2011 | ...       |

## Palmarès
- Championnat d'Europe des moins de 21 ans (1)
  - Vainqueur : 1996
- Challenge Cup
  - Finaliste : 2012
- Championnat de Pologne (4)
  - Vainqueur : 1994, 1995, 1997, 1999
  - Finaliste : 1996, 2002, 2005, 2006
- Coupe de Pologne (3)
  - Vainqueur : 1998, 2003, 2004